# Handeloh
Handeloh is een gemeente in de Duitse deelstaat Nedersaksen. De gemeente maakt deel uit van de Samtgemeinde Tostedt in het Landkreis Harburg. Handeloh telt 2.538 inwoners.
Handeloh is een uit het gelijknamige dorp en 3 kleinere, naburige dorpen (Höckel, Inzmühlen en Wörme) bestaande gemeente. Höckel ligt enkele kilometers ten westen, Wörme enkele kilometers ten noorden en Inzmühlen enkele kilometers ten zuid-zuidoosten van Handeloh.

## Ligging, infrastructuur

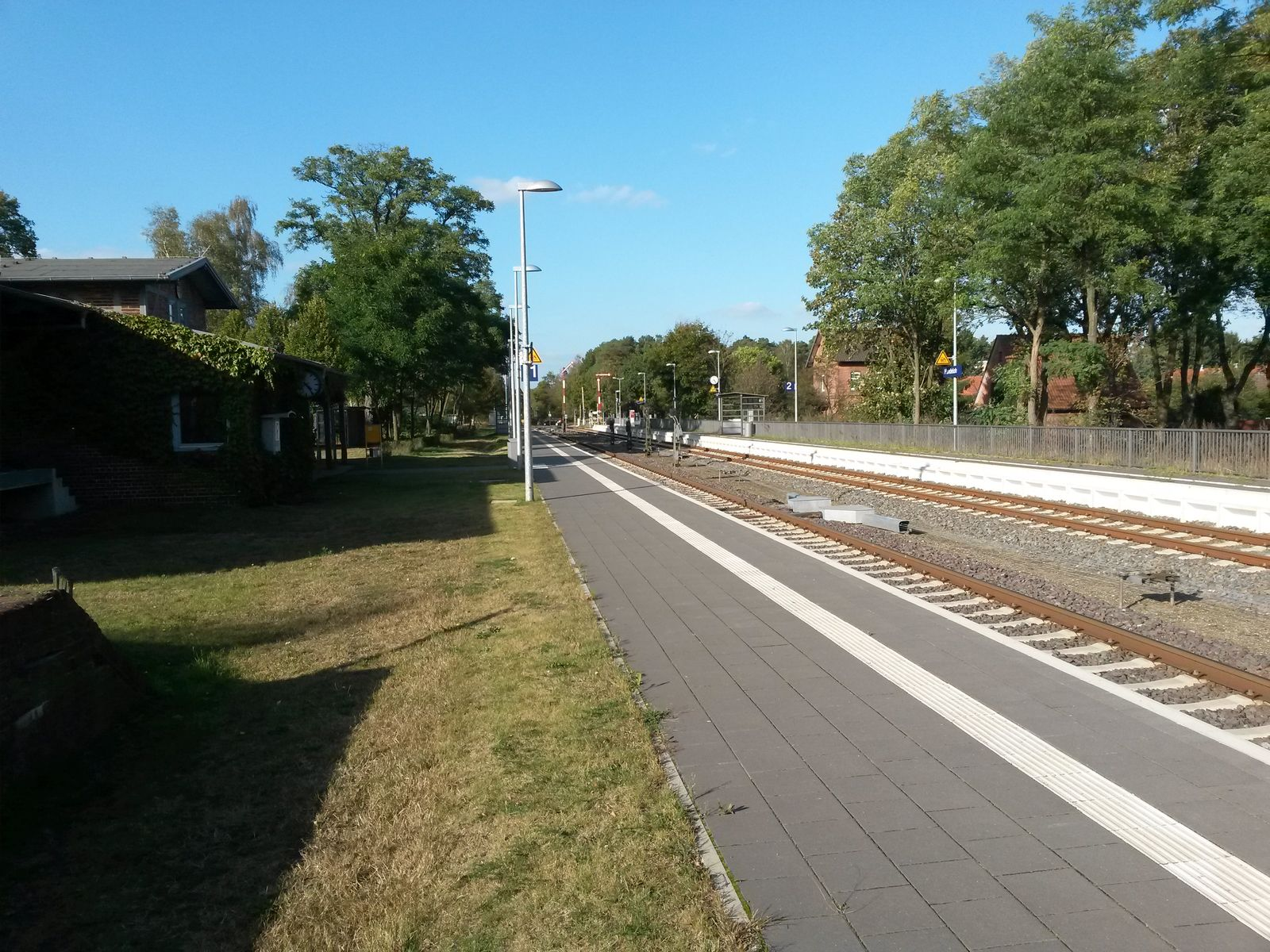
Station Handeloh
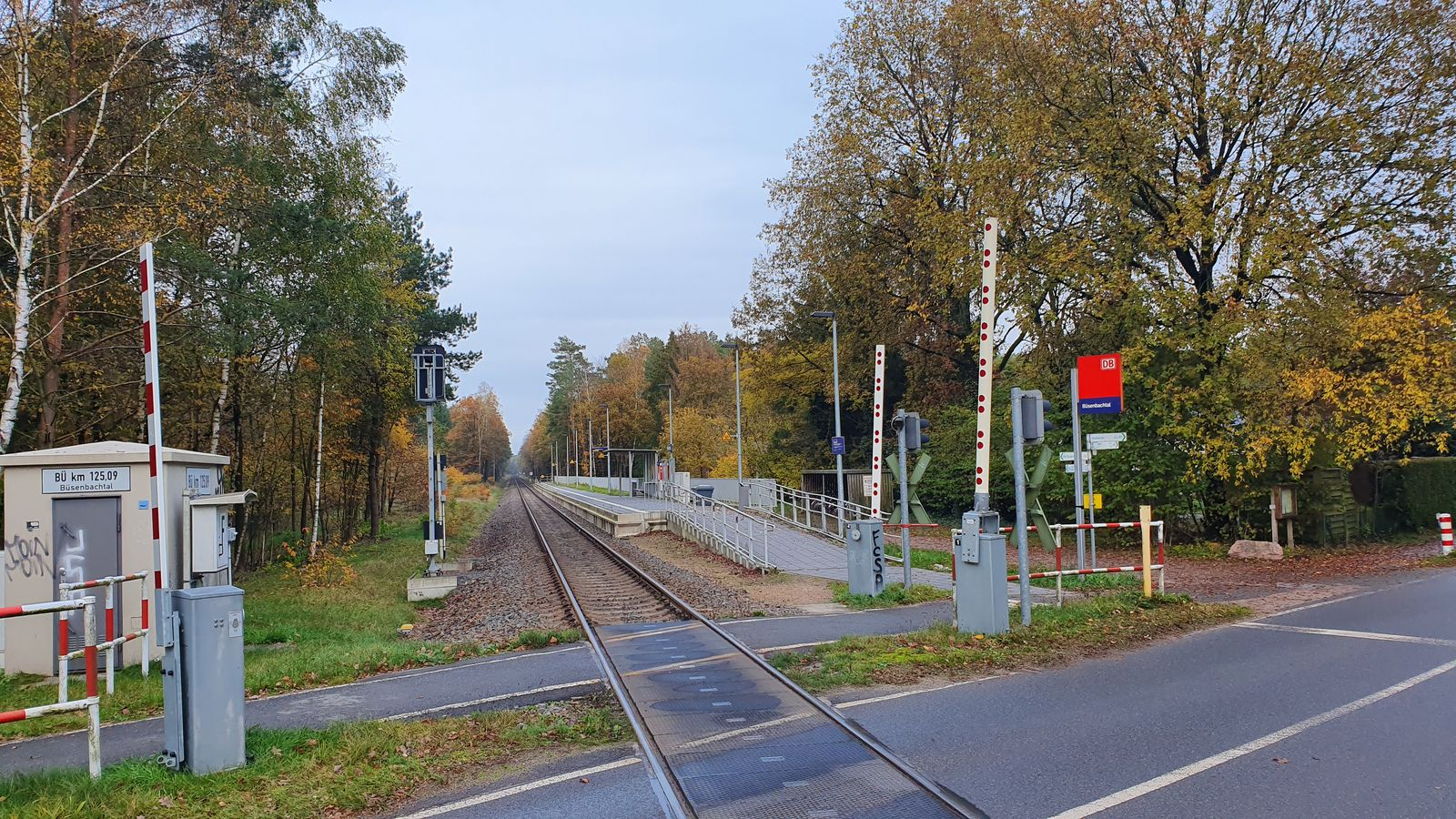
Spoorweghalte Büsenbachtal

Handeloh ligt in het bosrijke westelijke randgebied van de Lüneburger Heide, en bestaat voor het grootste deel van het toerisme. Direct ten oosten van Handeloh ligt de toeristenplaats Undeloh, meer noordelijk ligt Buchholz in der Nordheide.
Aan de Heidebahn liggen binnen de gemeentegrenzen twee stopplaatsen. Dit zijn de eenvoudige halteplaats Station Büsenbachtal, en het verder zuidelijk gelegen, iets grotere Station Handeloh.

## Geschiedenis

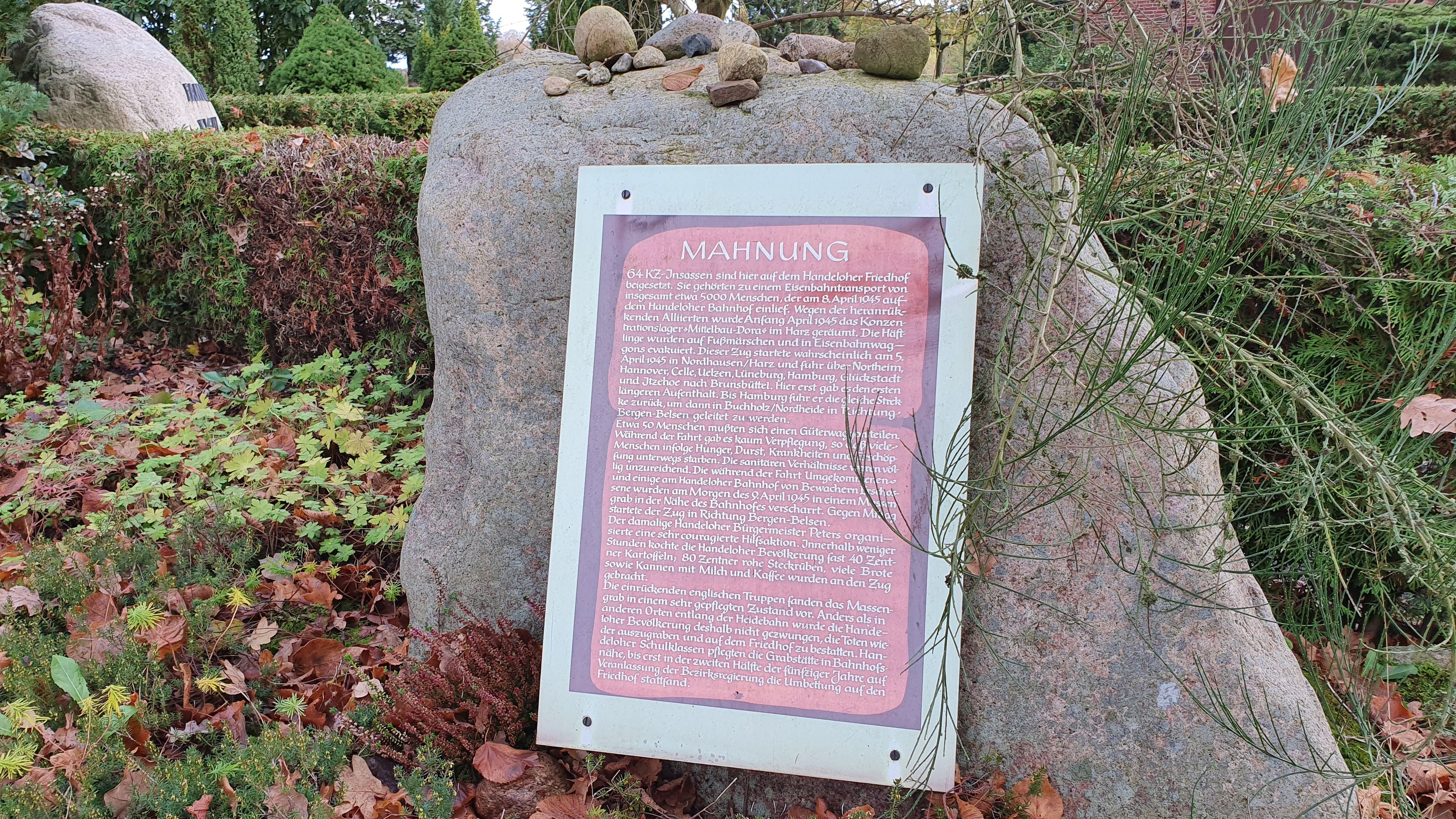
Gedenkplaquette slachtoffers nazisme 1933-1945

Over de geschiedenis van het dorp vóór 1900 is weinig bekend. In de eerste helft van de 20e eeuw was er al sprake van toerisme (inwoners van Hamburg lieten er vakantiewoningen bouwen), terwijl er ook percelen heide met productiebos zijn ingeplant. Tot 1936 heette de plaats Handorf, maar omdat niet ver uit de buurt nog een ander dorp ook zo heet, werd de plaats verdoopt in Handeloh.
Op 8 en 9 april 1945 maakte Handeloh op onaangename wijze kennis met de uitwassen van het nationaalsocialisme in Adolf Hitlers Derde Rijk. Een trein met 5.000 gevangenen uit concentratiekampen, die van kamp Mittelbau-Dora naar kamp Bergen-Belsen zou rijden, bleef steken op station Handeloh. De plaatselijke burgemeester wist de dorpelingen van Handeloh ertoe te bewegen, de gevangenen van voedsel en drinken te voorzien, maar er was ook sprake van wreedheden van o.a. kampbewakers jegens deze in de goederenwagons gepropte mensen. Er zijn ongeveer 75 gevangenen omgekomen, van wie er 64 op het dorpskerkhof zijn begraven. Daar is ter gedachtenis hieraan ook een gedenksteen met plaquette geplaatst.

## Toerisme, bezienswaardigheden
De gemeente beschikt over een klein museum, gewijd aan de regionale planten- en dierenwereld. Handeloh ligt in een landschappelijk fraai gedeelte van de Lüneburger Heide, met o.a. enige beekdalen, en is ook toeristisch ontwikkeld. De gemeente telt verscheidene horecagelegenheden, en er zijn verscheidene wandelroutes, die erdoorheen lopen, ook meerdaagse.

## Afbeeldingen

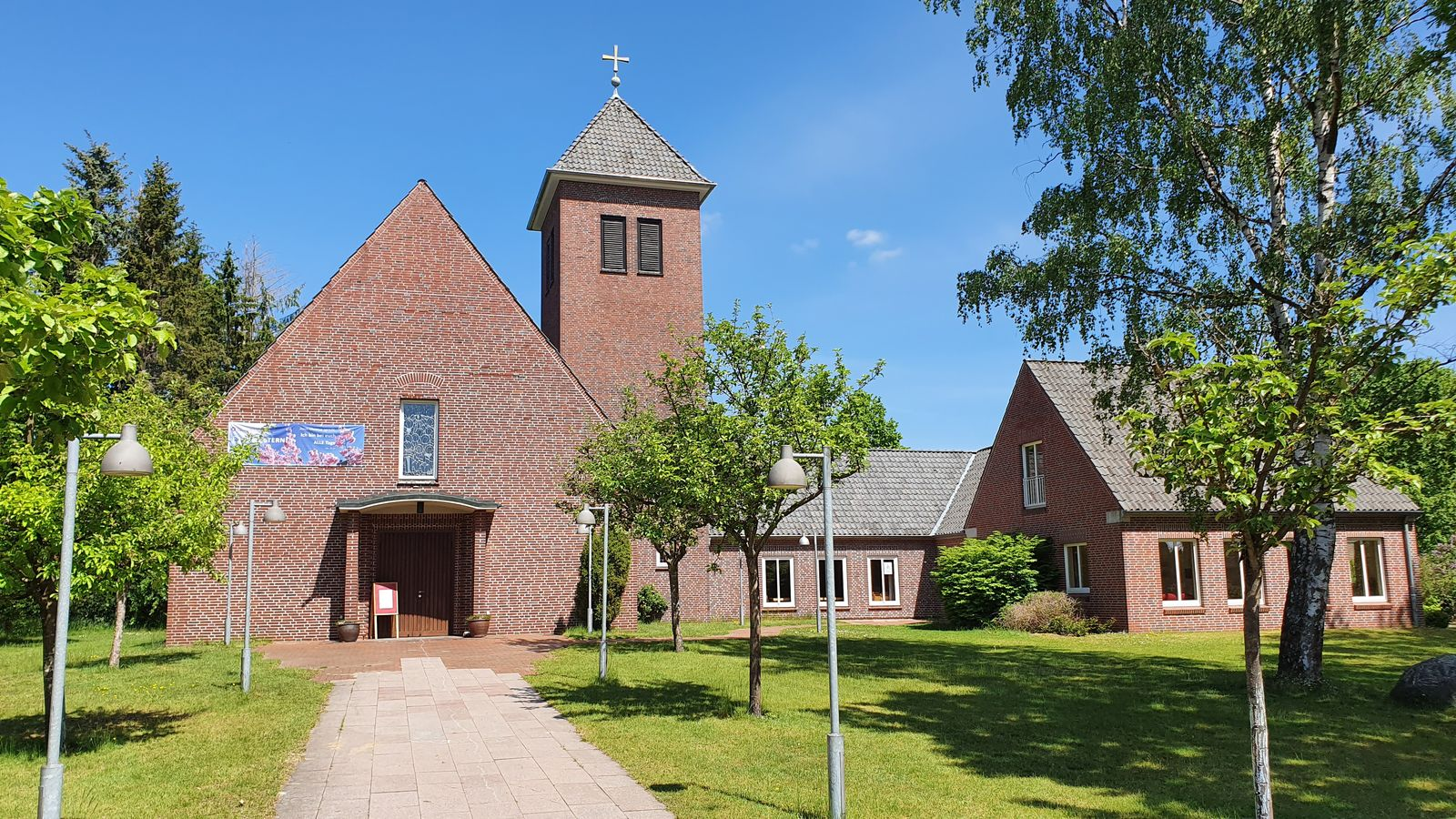
Evang.-lutherse Nicodemuskerk, Handeloh
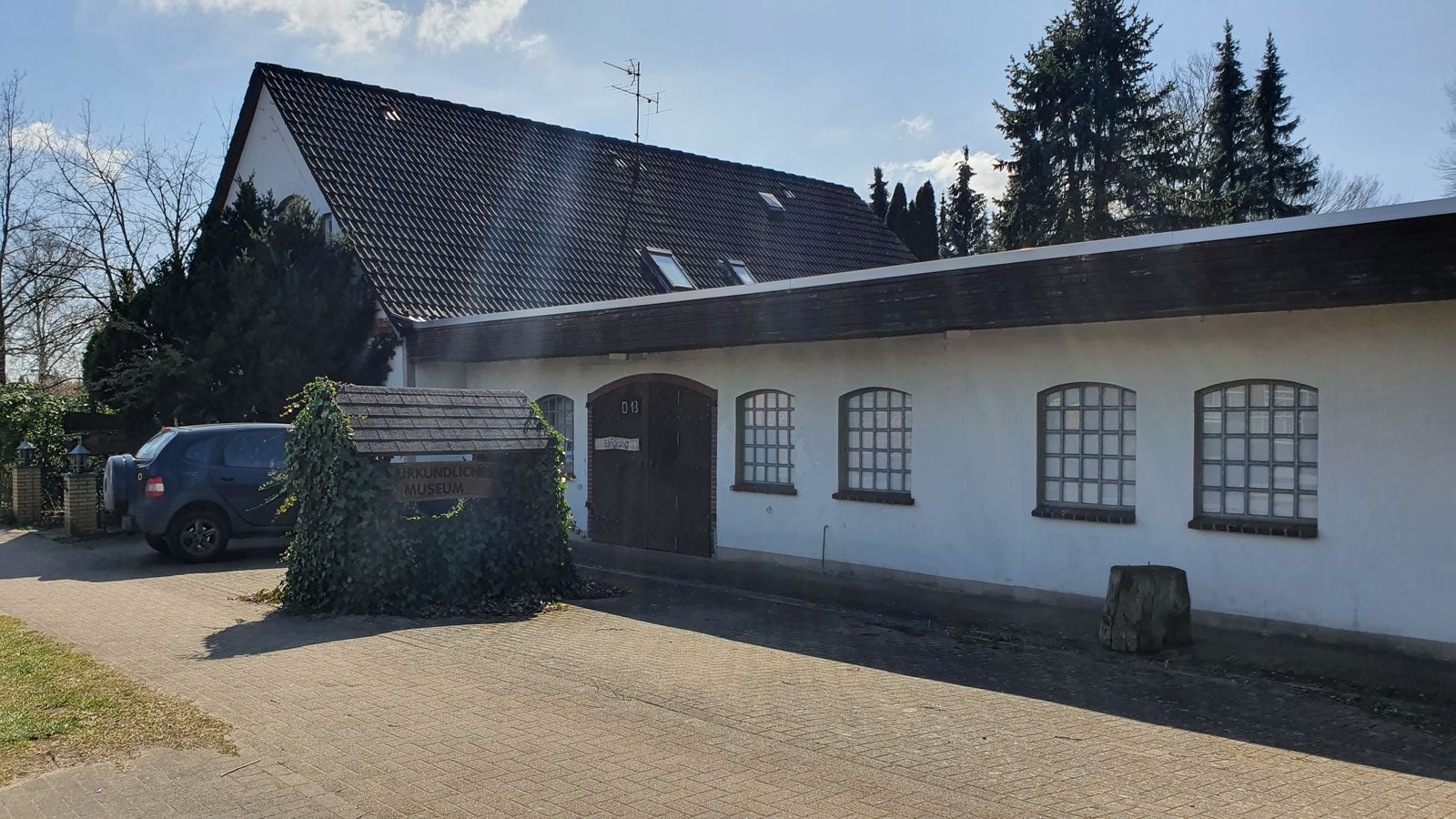
Natuurmuseum van Handeloh
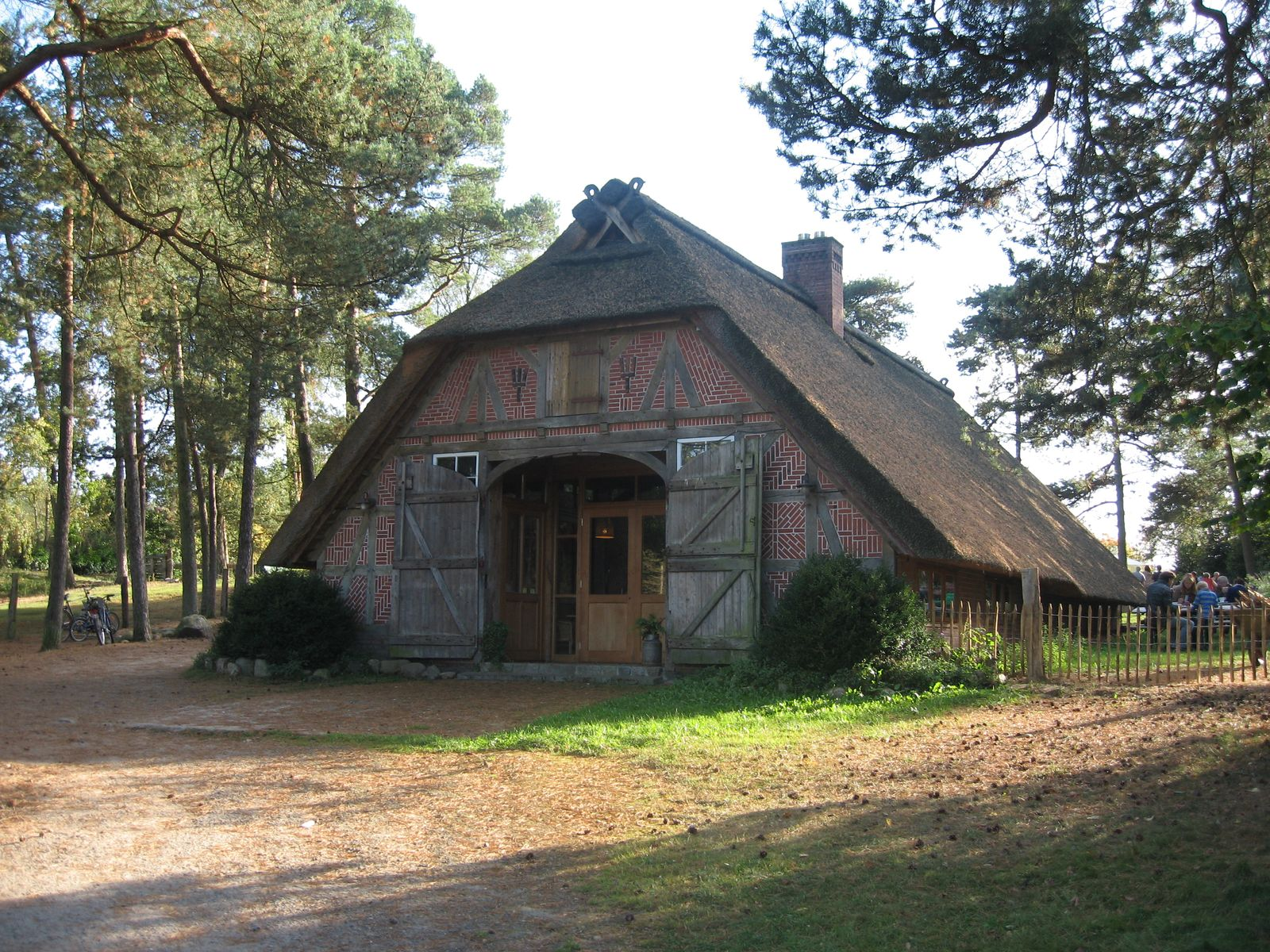
Karakteristieke boerenschuur (schaapskooi Wörme)
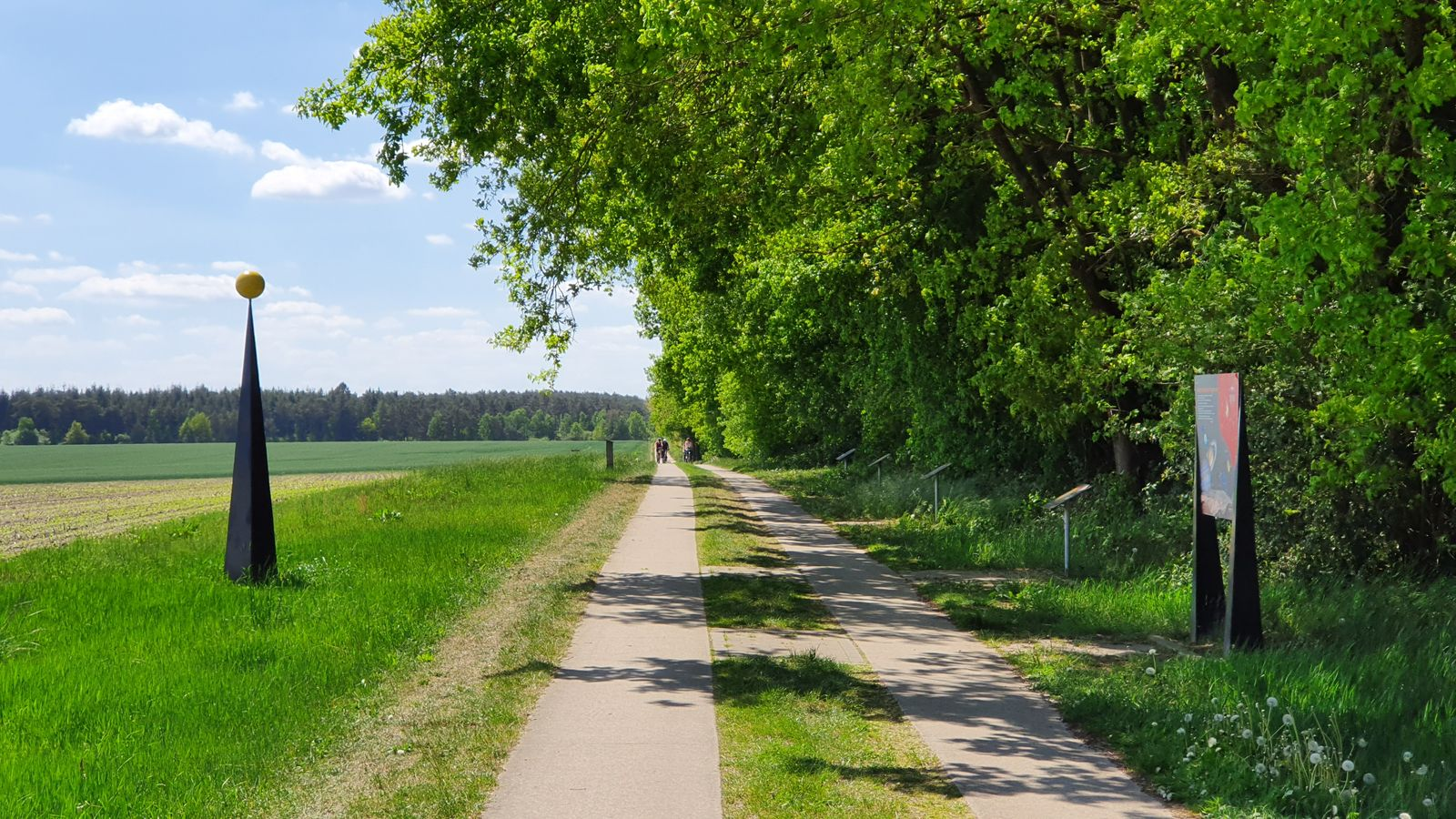
Educatieve planetenroute
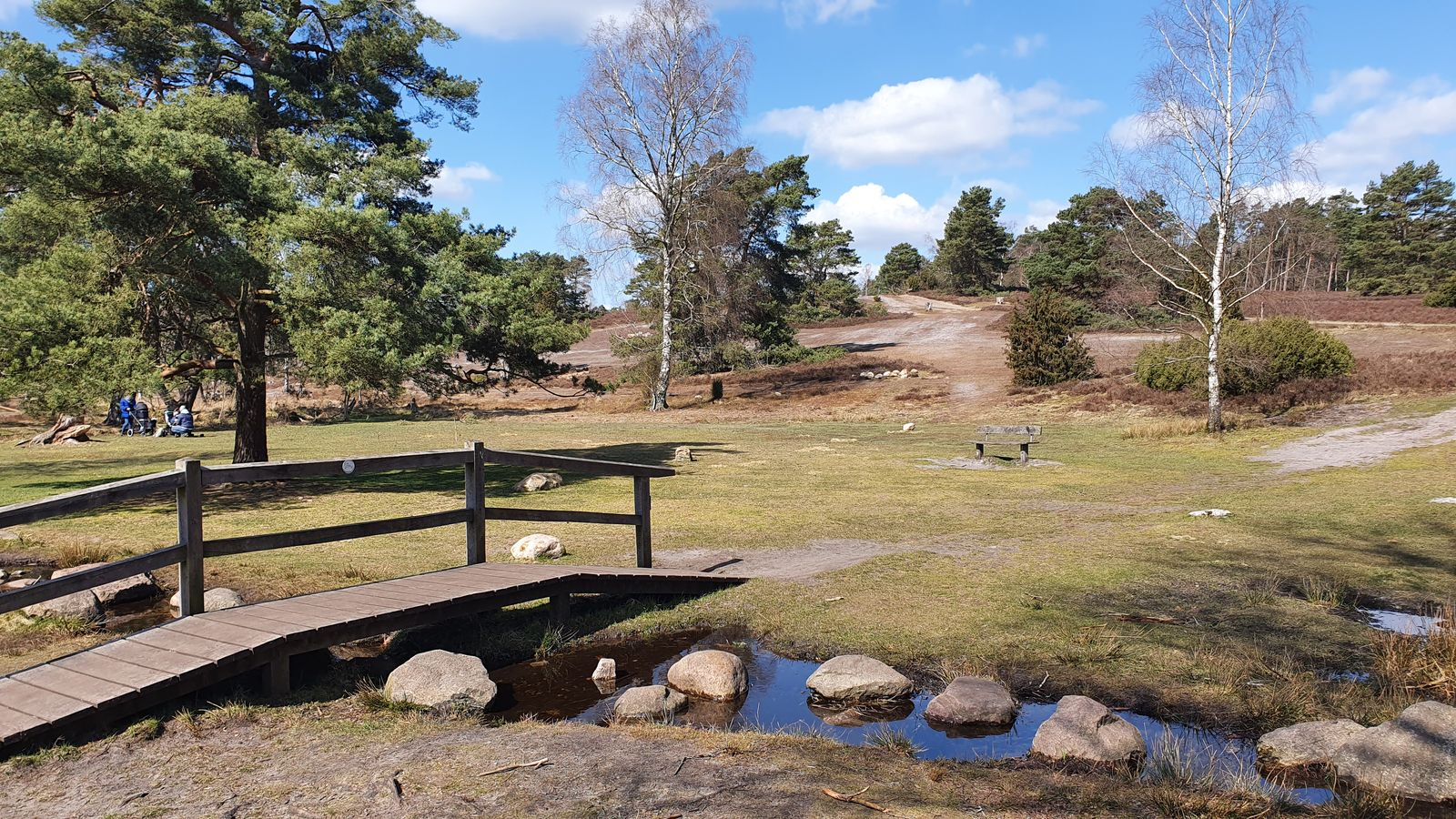
De Büsenbach bij picknickplaats Pferdekopf
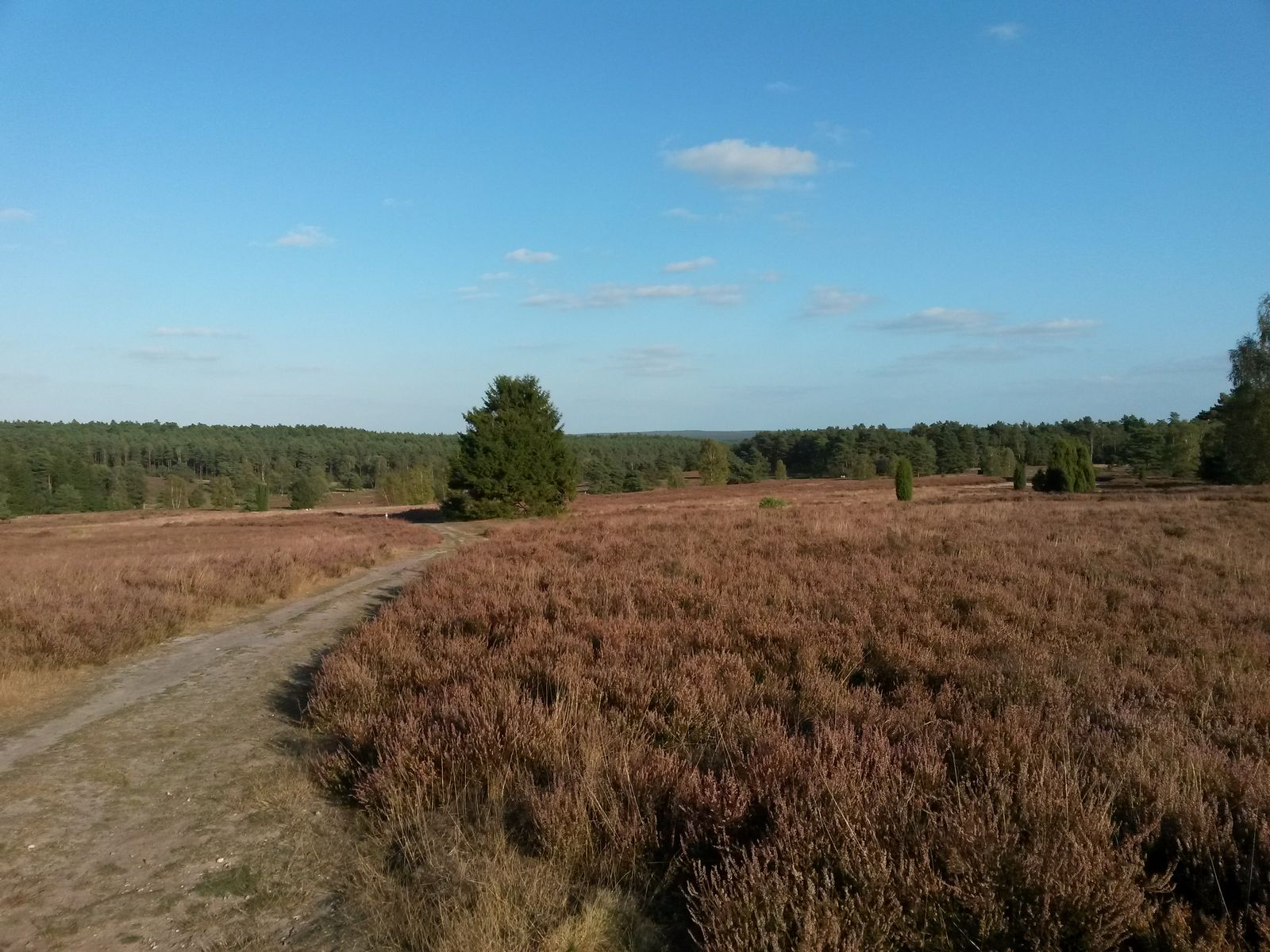
Natuurgebied Büsenbachtal, Wörme